# Humidor

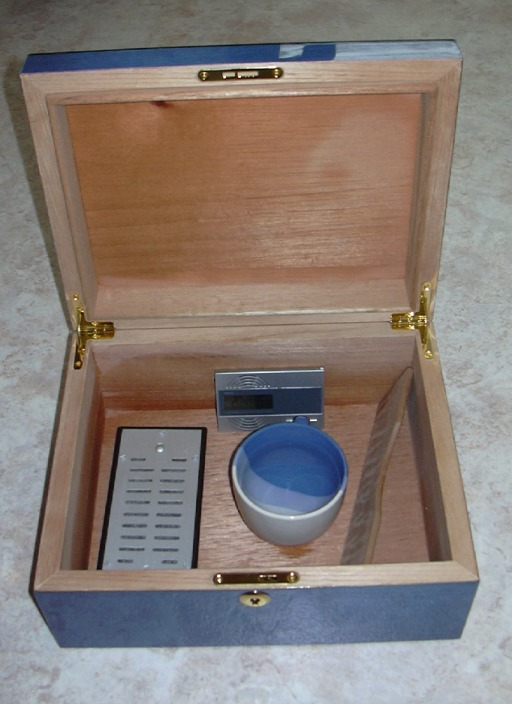
Ein Humidor wird zur Benutzung vorbereitet. Nach dem Auswischen der Innenflächen und Befüllen des Befeuchters mit destilliertem Wasser werden der Befeuchter sowie temporär eine zusätzliche Tasse Wasser hineingestellt. Außerdem sieht man einen Divider (ein Trennblatt aus Holz) und ein digitales Hygrometer.

Ein Humidor (lateinisch humidus ‚feucht‘), Mehrzahl Humidore, ist ein aus Holz oder anderen Materialien gefertigter Behälter, in dem Zigarren gelagert werden. Die Größe von Humidoren reicht vom handlichen Reisehumidor über kleinere Kisten, Kommoden und Schränke bis zum großen, begehbaren Humidor (Klimaraum) in Zigarrenfachgeschäften. Humidore sind mit einem Befeuchtungssystem ausgestattet, das die relative Luftfeuchtigkeit im empfohlenen Bereich von 68 bis 75 % stabilisieren sollte. Wenn die Luftfeuchtigkeit zu hoch ist, kann sich leicht Schimmel am Befeuchtungssystem (Schwamm und destilliertes Wasser) und an den Zigarren bilden. Bei zu niedrigerer Luftfeuchtigkeit trocknen die Zigarren aus, werden in der Folge brüchig und erhalten einen unangenehmen beißenden Geschmack. Ein guter Humidor zeichnet sich vor allem dadurch aus, dass er eine konstante (tropische) Luftfeuchtigkeit im Inneren halten kann. So behalten die Zigarren ihr volles Aroma und können auch über Jahre gelagert werden.
Die nicht unbedingt luftdicht schließenden Kisten sind zumeist mit dem „Spanische Zeder“ genannten Holz der Westindischen Zedrele (Cedrela odorata) ausgeschlagen, was einerseits die Reifung und Aromaentwicklung einer Zigarre unterstützt und andererseits Schädlinge wie Milben und Tabakkäfer abhält. Das Holz der Spanischen Zeder trägt auch dazu bei, die Luftfeuchtigkeit im Inneren des Humidors konstant zu halten, da dieses Holz Feuchtigkeit sehr gut aufnehmen kann. Die Luftfeuchtigkeit wird außerdem durch Befeuchtungssysteme gewährleistet. Sie basieren entweder auf Schwämmen oder Acrylpolymeren und geben die aufgenommene Feuchtigkeit langsam an die Umgebung ab. Zur Anzeige der Luftfeuchtigkeit verwendet man ein Hygrometer. Die Luftfeuchtigkeit in Humidoren kann man auch mit einem elektrischen Befeuchter einstellen, der durch einen Hygrostaten gesteuert wird.
Von Zusätzen im Wasser sollte abgesehen werden. Eine Zigarre ist ein Naturprodukt und würde alle Zusätze in sich aufnehmen. Sie sollte so klimatisiert werden wie in ihrem Herkunftsland. Hartnäckig hält sich der Glaube, dass Propylenglycol als Beigabe zum Befeuchtungswasser aufgrund seiner hygroskopischen Eigenschaft den Dampfdruck im Verdampfer optimal einstellt. Dies stimmt nicht, Propylenglycol ist jedoch ein guter Schimmelunterdrücker und verändert das Aroma der Zigarren nicht. Auch verbrennt es nicht krebserregend wie z. B. Benzoesäure.
Neben einer hochfeinen Vernebelung von idealerweise demineralisiertem Wasser ist eine ausreichende Frischluftzirkulation notwendig, um Fäulnis gar nicht erst entstehen zu lassen. Die Luft sollte dabei sehr langsam und ausgewogen zirkulieren, da ein Zigarrendeckblatt sehr empfindlich gegen Luftzug ist und dadurch schnell einreißen kann. Gerade bei Humidoren mit Tablareinlage oder verschiedenen Ebenen sollte der Humidor ausreichende Belüftungschlitze zur Sicherstellung der Luftzirkulation vorsehen. In Humidoren sollte ein Innenfurnier aus spanischem Zedernholz verwendet werden. Dieses sorgt durch die ausgeprägte Fähigkeit zur Feuchtigkeitsabsorption für konstantere Klimabedingungen und durch das spezielle Aroma für Schutz gegen Ungeziefer. Dazu muss jedoch die Furnierstärke des Zedernholzes ausreichend sein, wie es in hochwertigen Markenhumidoren der Fall ist. Das Zedernholz sollte roh, also unlackiert verbaut werden. Nur so kann es seine positive Wirkung entfalten. Die ätherischen Öle des Holzes können in einigen Fällen, insbesondere bei nicht ausreichender Trockenzeit des Holzes, zu Verklebungen führen. Dies wird auch als „Harzen“ bezeichnet.

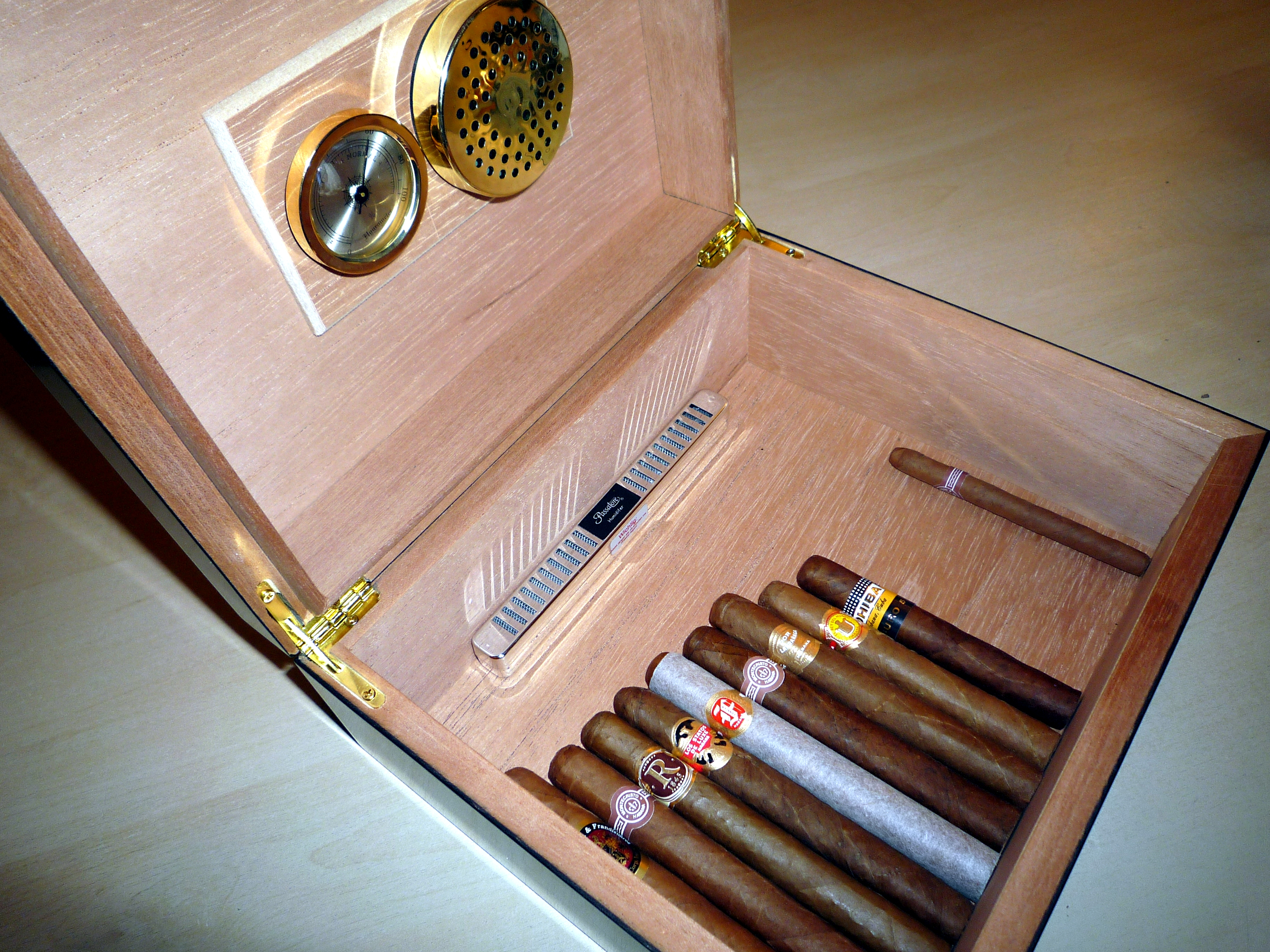
Ein Humidor mit Zigarren: An der Oberseite ist der längliche, silberne Befeuchter mit Propylenglycol erkennbar, im Deckel das Hygrometer zur Messung der Luftfeuchtigkeit und ein zusätzlicher, runder Befeuchter.

Mittlerweile gibt es Humidorbefeuchter auf dem Markt, die mit elektronischen Sensoren und Reglern eine hohe Präzision der Feuchtigkeitswerte erreichen. Außerdem kann über den Regler eine Sollfeuchte vorgewählt werden, die der Humidor dann automatisch aufrechterhält. Gleichzeitig haben diese elektronischen Befeuchter eine wesentlich höhere Befeuchtungsleistung, sodass Feuchtigkeitsschwankungen wesentlich schneller ausgeglichen werden. So können Zigarren unbeaufsichtigt über Jahre gelagert werden. Dabei ist es zu empfehlen, die Zigarren in ihren Kistchen zu belassen, damit sich im Humidor die verschiedenen Aromen nicht vermischen. Das erfordert meist einen größeren Humidor, wie im Bild rechts zu sehen ist.
Humidore müssen vor der Benutzung vorbereitet werden, damit das Innenholz Feuchtigkeit aufnehmen kann. Dieser Prozess benötigt einige Tage. Sind ein Humidor und sein Inhalt zu trocken geworden, kann das Aroma der Zigarren dauerhaft Schaden genommen haben. Eine Wiederbelebung in den rauchfähigen Zustand ist jedoch in gewissen Grenzen möglich. Dabei ist jedoch unbedingt zu beachten, dass der Prozess der Wiederbefeuchtung sehr langsam erfolgen muss, da die Zigarren sonst dauerhaft geschädigt werden.
Nicht alle Zigarren müssen feucht gehalten werden. Viele Shortfiller, gerade Tubos, können ohne Beeinträchtigung wochenlang bei etwa 20 °C gelagert werden. Für kubanische oder ähnliche Zigarren (in der Regel Longfiller) ist ein Humidor jedoch Voraussetzung. Für zwischenzeitliche Aufbewahrung kann man sich mit einigen Euro Materialaufwand selbst einen Humidor bauen, der die Zigarren bis zum Konsum bzw. bis zur Lagerung in einem „richtigen“ Humidor frisch hält.